# FC Hertha 03 Zehlendorf
Maillots
Actualités
Le FC Hertha 03 Zehlendorf est un club allemand de football localisé dans le district de Zehlendorf au Sud de Berlin.
Outre son équipe première, le club compte de nombreuses équipes de jeunes et d’équipes féminines. La formation des jeunes est le credo de ce club qui a déjà remporté plusieurs titres allemands dans différentes catégories.

## Histoire
Le club fut fondé le 10 mars 1903 sous le nom de Tor-und Fußballclub  (TuFC) Germania 03 Zehlendorf. Au printemps 1909, FC Hertha 06 Zehlendorf commença à jouer. En 1911, le TuFC Germania 03 Zehlendorf et le FC Hertha 06 Zehlendorf fusionnèrent pour former le VfB Zehlendorf 03.
Lors de la saison 1912-1913, 38 membres du VfB Zehlendorf 03 s’en allèrent rejoindre le Berliner FC Hertha 1892 comme section Zehlendorf. Mais en 1914, il s’en écartèrent et refondèrent un FC Hertha 06 Zehlendorf. Ce club et le VfB Zehlendorf 03 (re)fusionnèrent en janvier 1919 pour créer le FC Hertha 03 Zehlendorf.
En 1940, le FC Hertha 03 Zehlendorf fusionna avec l’Union 24 Lichterfelde, sans changer son appellation.
En 1945, le FC Hertha 03 Zehlendorf fut dissous par les alliés, comme tous les clubs et associations allemandes.
(voir article: Directive n°23)
Le club fut reconstitué assez rapidement et reprit son ancienne appellation de FC Hertha 03 Zehlendorf dès 1948. Il fut le premier club berlinois à en recevoir l’autorisation de la part des Alliés.
En 1953, le FC Hertha 03 accéda à l’Oberliga Berlin, mais fut relégué en fin de saison. Il y remonta en 1955 et y évolua jusqu’à la dissolution de cette ligue en tant que niveau 1, à la fin de la saison 1962-1963. Le club obtint à cette occasion son meilleur classement: 5e.
Pour la saison suivante (1963-1964), à la suite de la constitution de la Bundesliga, l’Oberliga Berlin céda la place à la Regionalliga Berlin. Le FC Hertha 03 Zehlendorf y joua sans interruption jusqu’en fin de saison 1973-1974. Hertha Zehlendorf remporta le titre de Regionalliga en 1969 et 1970.
Le club prit donc part au tour final pour la montée en Bundesliga. En 69, le cercle termina 4e d’une groupe de 5 remporté par Rot-Weiss Oberhausen et l’année suivante, il finit 3e sur 5 derrière les Kickers Offenbach.
En fin de saison 1973-1974, les cinq Regionalligen se rassemblèrent en deux séries de niveau 2: la 2. Bundesliga (groupe Nord et groupe Sud). Seules deux régions conservèrent, au niveau 3, une série appelée Oberliga: l’Oberliga Nord et l’Oberliga Berlin.
Le FC Hertha 03 Zehlendorf joua au 3e niveau jusqu’en 1991. Le club termina le plus souvent dans le haut du classement. Il remporta le titre en 1979 et fut cinq fois vice-champion en.
Le champion de l’Oberliga Berlin disputait un barrage contre celui de l’Oberliga Nord pour désigner le montant en 2. Bundesliga. En 1979, Zehlendorf battit l’OSC Bremerhaven (5-4) mais s’inclina (1-0) retour dans la ville portuaire. Grâce aux buts inscrits en déplacement, ce fut Bremerhaven qui décrocha la montée.
Après la réunification allemande de 1990, l’Oberliga Berlin fut démantelée. Les clubs berlinois furent reversées la nouvelle ligue instaurée au niveau 3: l’Oberliga Nordost.
Au départ, l’Oberliga Nordost fut composée de trois séries dénommées: Nordost Nord, Nordost Mitte (Centre) et Nordost Süd (Sud). Le FC Hertha 03 Zehlendorf fut placé dans l’Oberliga Nordost Mitte.
En fin de saison 1993-1994, le FC Hertha 03 se classa 6e de sa série et gagna ainsi le droit de rester au 3e niveau qui à partir de la saison suivant prit le nom de Regionalliga Nordost.
En fin de saison 1997-1998, Hertha 03 Zehlendorf échoua à la 15e place sur 18 et fut relégué en Oberliga Nordost Nord devenue donc une lige de niveau 4.
En 2008, le club fut relégué vers le 5e niveau de la pyramide du football allemand.
En 2015 , le club évolue en Oberliga - NOFV- Nord ( 5e division )  et au 28 novembre se situe à la 1re place .

## Palmarès
- Champion de la Regionalliga Berlin (I): 1969, 1970.
- Champion de la Regionalliga Berlin (III): 1979.
- Vice-champion de la Regionalliga Berlin (III): 1975, 1982, 1983, 1989, 1990.

## Personnalités

### Joueurs connus
| - Karsten Bäron - Leon Balogun - Inken Becher - Sofian Chahed - Helmut Faeder - Malik Fathi - Oliver Herber - Ariane Hingst - Niko Kovač - Robert Kovač - Pierre Littbarski | - Antonio Rüdiger - Thorben Marx - Wolfgang Sühnholz - Christian Ziege - Sejad Salihović - Lennart Hartmann - Dieter Brefort - Volkmar Groß - Uwe Kliemann - Norbert Stolzenburg - Carsten Ramelow - Christian Sackewitz |

### Arbitre
- Manuel Gräfe, Arbitre FIFA